# ديك غودارد
ديك غودارد (بالإنجليزية: Dick Goddard)‏ هو عالم أرصاد وصحفي أمريكي، ولد في 24 فبراير 1931 في آكرون في الولايات المتحدة.